# 재활공학연구소
재활공학연구소(再活工學硏究所)는 산재장애인의 재활 및 사회복귀 지원, 장애인 재활기술 수준 향상 및 관련산업 육성을 목적으로 설립된 근로복지공단 소속 연구기관이다. 인천광역시 부평구 경인로10번길 26에 위치하고 있다.

## 조직
- 연구분야
  - 인체공학 연구팀
  - 기계설계 연구팀
  - 전자제어 연구팀
  - 전산공학 연구팀
  - 재료공학 연구팀
  - 임상의학 연구팀
  - 상용화기술 지원센터
- 시험인증분야
  - 시험인증센터
- 공급 및 서비스 분야
  - 재활공학연구소
    - 인천서비스센터
    - 안산서비스센터
    - 대전서비스센터
    - 순천서비스센터
    - 창원서비스센터
    - 동해서비스센터
    - 대구서비스센터
- 운영지원부

## 같이 보기
- 근로복지공단